# 园岭小学
深圳市园岭小学创建于1984年，位于广东省深圳市福田区园岭新村二街2号。占地9443平方米，建筑面积14220平方米。